# قطعنامه ۴۱۱ شورای امنیت
قطعنامه ۴۱۱ شورای امنیت سازمان ملل متحد که در تاریخ ۳۰ ژوئن ۱۹۷۷ تصویب شد، سندی بین‌المللی دربارهٔ موزامبیک-رودزیای جنوبی است. این قطعنامه طی نشست ۲٬۰۱۹ام با ۱۵ موافق، ۰ مخالف و ۰ ممتنع تصویب شد.